# ميدل كليدن (باكينجهامشير)
ميدل كليدن (بالإنجليزية: Middle Claydon)‏ هي قرية وأبرشية مدنية تقع في المملكة المتحدة في إنجلترا. يقدر عدد سكانها بـ 146 نسمة .